# Otto, the Gardener
Otto, the Gardener è un cortometraggio muto del 1916 sceneggiato e diretto da Edwin McKim.

## Produzione
Il film fu prodotto dalla Lubin Manufacturing Company.

## Distribuzione
Distribuito dalla General Film Company, il film - un cortometraggio in una bobina - uscì nelle sale cinematografiche USA il 31 luglio 1916.